# Несподіваний гість
«Несподіваний гість» (англ. The Unexpected Guest) — детективна п'єса англійської письменниці Агати Крісті. Складається з двох дій. Вперше п'єса була поставлена в Вест-Енді у Лондоні в Duchess Theatre 12 серпня 1958 року.

## Сюжет
В туманну ніч, Майкл Старквідер входить у будинок Уорікс через вікно для розслідування. Він знаходить мертве тіло Річарда Уорвікса. А поруч стоїть його дружина Лаура, тримаючи пістолет, який нібито вбив чоловіка. Незважаючи на очевидність вбивства, і переважаючу кількість доказів, Старквідер не вірить, що вона вбила його, і незабаром вона говорить йому, що вона невинна. 
Вона вирішила покласти провину на ворога з минулого, Макгрегора, людини, чий син був збитий Річардом, коли він був п'яний. У міру розвитку сюжету були підроблені факти. Встановлено, що у Лаури був любовний зв'язок. Після вбивця був знайдений ...